# Ekwipaż
Ekwipaż (fr. équiper) – rodzaj luksusowego, lekkiego powozu, pojazdu konnego z zaprzęgiem, znany w XIX wieku.